# Otton II de Gueldre
Otton II de Gueldre, dit « le Paralysé », né vers 1215 et mort le 12 janvier 1271, fut comte de Gueldre et de Zutphen de 1229 à 1271. Il était fils de Gérard III, comte de Gueldre et de Zutphen, et de Marguerite de Brabant.
Il était un prince du Saint-Empire dans les Pays-Bas. Il fut fréquemment impliqué dans les querelles locales contre les comtes de Clèves et les évêques d'Utrecht. À cause de ses possessions en Westphalie, il fut également et fréquemment en guerre contre les comtes de Ravensberg et de Tecklembourg et les évêques de Paderborn, d'Osnabrück et de Münster.
En 1261, en tant que régent de Hollande, pendant la minorité de Florent V, et aussi parce que la régence du Brabant était disputée entre la mère et l'oncle du duc, il eut une position éminente dans les Pays-Bas. 
Il fonda plusieurs villes et accorda le statut de ville à d'autres communautés, entre autres Gueldre (1229), Goch (1230), Ruremonde (1231), Harderwijk (1231), Grave (1232), Emmerich (1233), Arnhem (1233), Doetinchem (1236), Doesburg (1237) et Wageningue (1263). Ainsi par l'implantation de bourgeois et de marchands, la région devint prospère, également favorisée par le développement de routes. Cela enrichit le comte, par les droits de douane.
Otton II fut inhumé dans le monastère de Graefenthal.

## Mariages et enfants
Il épousa en premières noces en 1242 Marguerite de Clèves († 1251), fille de Thierry V, comte de Clèves, et de Mathilde de Dinslaken. Ils eurent :
- Elisabeth († 1313), mariée en 1249 à Adolphe V († 1296), duc de Berg ;
- Marguerite († v. 1286), mariée avant 1262 Enguerrand IV de Coucy († 1310), seigneur de Coucy et vicomte de Meaux.

Veuf, il se remaria en 1253 à Philippa de Dammartin († 1279), fille de Simon de Dammartin, comte d'Aumale et de Marie, comtesse de Ponthieu. Ils eurent :
- Renaud Ier (1255 † 1326), comte puis duc de Gueldre, comte de Zutphem et duc de Limbourg ;
- Philippe († 1294), mariée avant 1275 avec Walram II de Valkenburg (1253 † 1302) ;
- Marguerite († 1282/1287), mariée avant 1281 à Thierry VII (1256 † 1305), comte de Clèves.

En 1236, pour des raisons que l'histoire n'a pas retenues, il change ses armoiries.